# Vicente Locasso
Vicente Locasso (Buenos Aires, 12 gennaio 1909 – 4 aprile 1994) è stato un calciatore argentino, di ruolo attaccante.

## Caratteristiche tecniche
Giocava come interno sinistro.

## Carriera

### Club
Locasso entrò a far parte della rosa del River Plate a 17 anni, nel 1926. Con la squadra dalla banda rossa giocò le ultime quattro stagioni dilettantistiche, militando nella massima serie della AAAF. Con l'istituzione del professionismo nel calcio argentino, avvenuta nel 1931, Locasso ebbe modo di giocare il primo torneo professionistico con il River; realizzò il primo gol del River in tale campionato, segnando al 63º minuto contro l'Atlanta. Fu impiegato in 8 occasioni, venendo escluso dalla formazione dalla 12ª alla 33ª giornata; fu poi nuovamente schierato all'ultimo turno del campionato. Dopo la stagione 1932, Locasso decise di lasciare il River Plate per l'Huracán: in tale squadra giocò in due gare del campionato 1933. Nel dicembre 1933 passò al Gimnasia La Plata, dove raccolse una presenza.

## Palmarès

### Club

#### Competizioni nazionali
- Campionato argentino: 1

River Plate: 1932